# Lubiana (Ukraina)
Lubiana (ukr. Луб'яна, Łubjana) – wieś na Ukrainie. Należy do rejonu stryjskiego (do 2020 roku do rejonu mikołajowskiego) w obwodzie lwowskim.
W II Rzeczypospolitej od 1934 roku w gminie Krasów, w powiecie lwowskim, w województwie lwowskim.